# Orchestra Baobab
Orchestra Baobab — музыкальная группа из Сенегала, комбинирующая латинские, карибские и западно-африканские стили. В оригинальный состав, объединённый саксофонистом Baro N'Diaye, входило семь музыкантов, троих из которых переманили из Star Band, крупнейшей группы Дакара, которая регулярно выступала в клубе Ibra Kasse. Кубинская музыка была широко распространена по всей Западной Африке, начиная с 1940-х годов, поэтому она оказала на них сильное влияние; влияние африканской музыки прослеживается, в основном, благодаря певцу волофских народных песен Laye M'Boup. Музыка Orchestra Baobab становится популярной в Дакаре. Обновление персонала привносит новые веяния, такие как музыка народа мандинка. Пожалуй, наиболее важным приобретением был певец Thione Seck, который взял на себя роль ведущего вокалиста после смерти M'Boup в 1974 году. В 1978 году они отправляются в Париж, где записывают On Vera Ca: The 1978 Paris Sessions, один из лучших дисков, по мнению Allmusic. Однако в поездке они теряют все заработанные деньги.
В 1980-х они продолжают развиваться, делая регулярные записи, пару альбомов были изданы в США. Однако их время было на исходе, с появлением на сцене Дакара ещё одного воспитанника Star Band, молодого Youssou N'Dour, продвигающего свою новую музыку мбалакс. Orchestra Baobab пытаются конкурировать с ним, обновляют своё звучание, а в 1985 году в состав принимаются две певицы, но эти меры не помогают. В итоге, к 1987 году Orchestra Baobab был расформирован.
Однако в 2001 году, после переиздания альбома Pirates Choice (впервые издан в 1989 году, а записан в 1982 году), Orchestra Baobab возвращаются и выступают с концертами по всему миру. В 2003 году им была присуждена победа в BBC Radio 3 Awards for World Music, в категориях «Африка» и «Critics Award». А в 2008 году их альбом Made In Dakar (2007) был номинирован на эту же награду в категории «Альбом года».